# Anne Spiegel
Pour les articles homonymes, voir Spiegel.
Anne Spiegel, née le 15 décembre 1980 à Leimen, est une femme politique allemande membre de l'Alliance 90/Les Verts. Elle est ministre fédérale de la Famille de décembre 2021 à sa démission en avril suivant.

## Biographie
Spiegel naît le 15 décembre 1980 à Leimen dans le Bade-Wurtemberg, dernière d'une fratrie de quatre, et grandit à Ludwigshafen et Spire en Rhénanie-Palatinat. Elle fait des études de science politique, de philosophie et de psychologie à Darmstadt, Mayence, Mannheim et Salamanque et travaille comme formatrice linguistique avant d'entrer en politique.
Elle est mariée et mère de quatre enfants.

### Parcours politique
Spiegel entre chez les Verts en 2000. Entre 1999 et 2002, elle est membre du comité régional de l'organisation de jeunesse des Verts, la Grüne Jugend, en Rhénanie-Palatinat puis, entre 2002 et 2004, membre de son comité fédéral.
Élue députée au Landtag de Rhénanie-Palatinat en 2011, elle siège avec le groupe des Verts, dont elle est vice-présidente et porte-parole pour les femmes, l'intégration et la politique migratoire, jusqu'en 2016. Également conseillère municipale de Spire à partir de 2014, elle quitte ses deux précédentes fonctions en 2016 pour devenir ministre de la Famille, des Femmes, de la Jeunesse, de l'Intégration et de la Protection des consommateurs dans le gouvernement de Rhénanie-Palatinat. La crise migratoire attire alors l'attention puis la critique sur son ministère. Spiegel bloque notamment la reconnaissance des États du Maghreb comme pays d'origine sûrs au Bundesrat et, après le meurtre d'une adolescente par son ancien petit ami afghan à Kandel en 2017, fait l'objet d'attaques au point de requérir une protection personnelle.
À son poste de ministre de la Famille s'ajoute en janvier 2021 celui de ministre de l'Environnement, de l'Énergie, de l'Alimentation et des Forêts où elle remplace Ulrike Höfken, démissionnaire à la suite d'un scandale,. En août 2020, Spiegel est élue Spitzenkandidatin (tête de liste) des Verts pour les élections régionales de mars 2021 en Rhénanie-Palatinat en recueillant 95 % des voix parmi les délégués du parti. À la suite de ce scrutin, elle est nommée vice-ministre-présidente de Rhénanie-Palatinat et prend la tête d'un ministère renforcé du Climat, de l'Environnement, de l'Énergie et des Mobilités dans le troisième gouvernement de coalition régional dirigé par Malu Dreyer (SPD) formé en mai.
En décembre 2021, elle est nommée ministre fédérale de la Famille, des Personnes âgées, des Femmes et de la Jeunesse dans le gouvernement de coalition d'Olaf Scholz (SPD) formé à la suite des élections fédérales de septembre.
Elle démissionne de sa fonction le 11 avril 2022, après avoir été accusée d'avoir privilégié son image personnelle lors des inondations en juillet 2021 en Rhénanie-Palatinat. Par ailleurs, elle a été critiquée pour les vacances qu'elle a pris 10 jours après la catastrophe pour une durée de 4 semaines,.
Elle reste ministre par intérim jusqu'à sa destitution par le président fédéral et la prestation de serment de sa successeure Lisa Paus.

## Prises de position
Populaire chez les Verts, Spiegel est réputée pour ses positions marquées à gauche sur l'égalité, le climat et l'immigration. Face à la crise migratoire, elle prône une politique d'ouverture, une meilleure intégration et davantage de cours de langue.